# الکسی نیکانچیکوف
الکسی نیکانچیکوف (روسی: Алексей Владимирович Никанчиков؛ ۳۰ ژوئیهٔ ۱۹۴۰ – ۲۸ ژانویهٔ ۱۹۷۲) ورزشکار شمشیربازی اهل اتحاد جماهیر شوروی سوسیالیستی بود.
وی همچنین برندهٔ جوایزی همچون نشان پرچم سرخ کار شده‌است.
وی در مسابقات کشوری و بین‌المللی در مجموع برندهٔ ۱ مدال نقره شده‌است.